# Література українського бароко
Література українського бароко — період у історії української літератури, що передував новій українській літературі складова частина давньої української літератури й, за Дмитром Чижевським, період її розквіту. Умовним початком українського літературного бароко вважається трактат Мелетія Смотрицького «Тренос» (1610), а його кінцем — творчість Григорія Сковороди (1790-ті).
Епоху бароко в українській літературі поділяють на три етапи: раннє, зріле і пізне бароко.

## Перелік найважливіших творів українського бароко
- Тренос (1610)
- Євангеліє учительноє (1619)
- Палінодія (1622; 1878)
- Вѣршѣ на жалосный погреб зацного рыцера Петра Конашевича Сагайдачного (1622)
- «Розмишлянє о муці Христа, Спасителя нашого» (1631)
- Патерикон (1635)
- Тератургіма (1638)
- Перло многоцінноє (1646)
- Ключ розуміння (1659)
- Меч духовний (1666)
- Синопсис Київський (1674)
- Огородок Маріи Богородицы (1676)
- Руно орошенное (1683)
- «Зеґар з полузеґарком» та «Млеко» (1690; 1691)
- Арктос неба руського (1690)
- «Приповісті посполиті» (1700-ті)
- Володимир (1705)
- Милость Божія (1728)
- Моє життя і страждання… (автобіографія Іллі Турчиновського) (дата написання невідома; 1885)
- Літопис Самійла Величка (1720-ті)
- Сад поетичний (1736)
- Пешеходца Василия Григоровича Барского (1778)
- Розмова Великоросії з Малоросією (1762)
- Сад божественних пісень (1770-ті; 1861)
- Історія Русів (1690-ті або 1700-ті)